# 黄皮小檗
黄皮小檗（学名：Berberis xanthophloea）是小檗科小檗属的植物，是中国的特有植物。分布在中国大陆的西藏等地，生长于海拔2,800米至4,000米的地区，常生于沟边、林缘、林下、灌丛中及河谷地，目前尚未由人工引种栽培。